# عبدالحسین زعفرانی
عبدالحسین زعفرانی، زاده ۳۱ تیر سال ۱۳۳۵ در کربلای عراق؛ سکه‌شناس، مجموعه دار و واقف اهل ایران است.

## زندگی
وی در طول مدت مجموعه‌داری بیش از ۱۵۰۰ سکه از دوره‌های گوناگون ایرانی: ساسانی، صفویه، زندیه، قاجاریان و پهلوی و نیز متعلق به دوران اسلامی و انواع تمبر، پاکت نامه، اسکناس و … را وقف موزه آستان قدس رضوی کرده‌است.
عبدالحسین زعفرانی ضمن ابراز ارادت به خاندان اهل بیت می‌گوید: این مجموعه به ویژه سکه‌های یادبود دوره قاجار را در طول ۳۰ سال از سراسر کشور جمع‌آوری نموده و گنجینه سکه حرم مطهر رضوی بهترین مکان برای حفظ، نگهداری و نمایش این آثار است. وی در حال حاضر دارای فروشگاه محصولات کلکسیونی در تهران می‌باشد.